# 千葉県立現代産業科学館
千葉県立現代産業科学館（ちばけんりつげんだいさんぎょうかがくかん、英: Chiba Museum of Science and Industry）は、千葉県市川市にある県立の科学館。産業に応用された科学技術を体験的に学ぶことを目的とした場を提供している。

## 概要

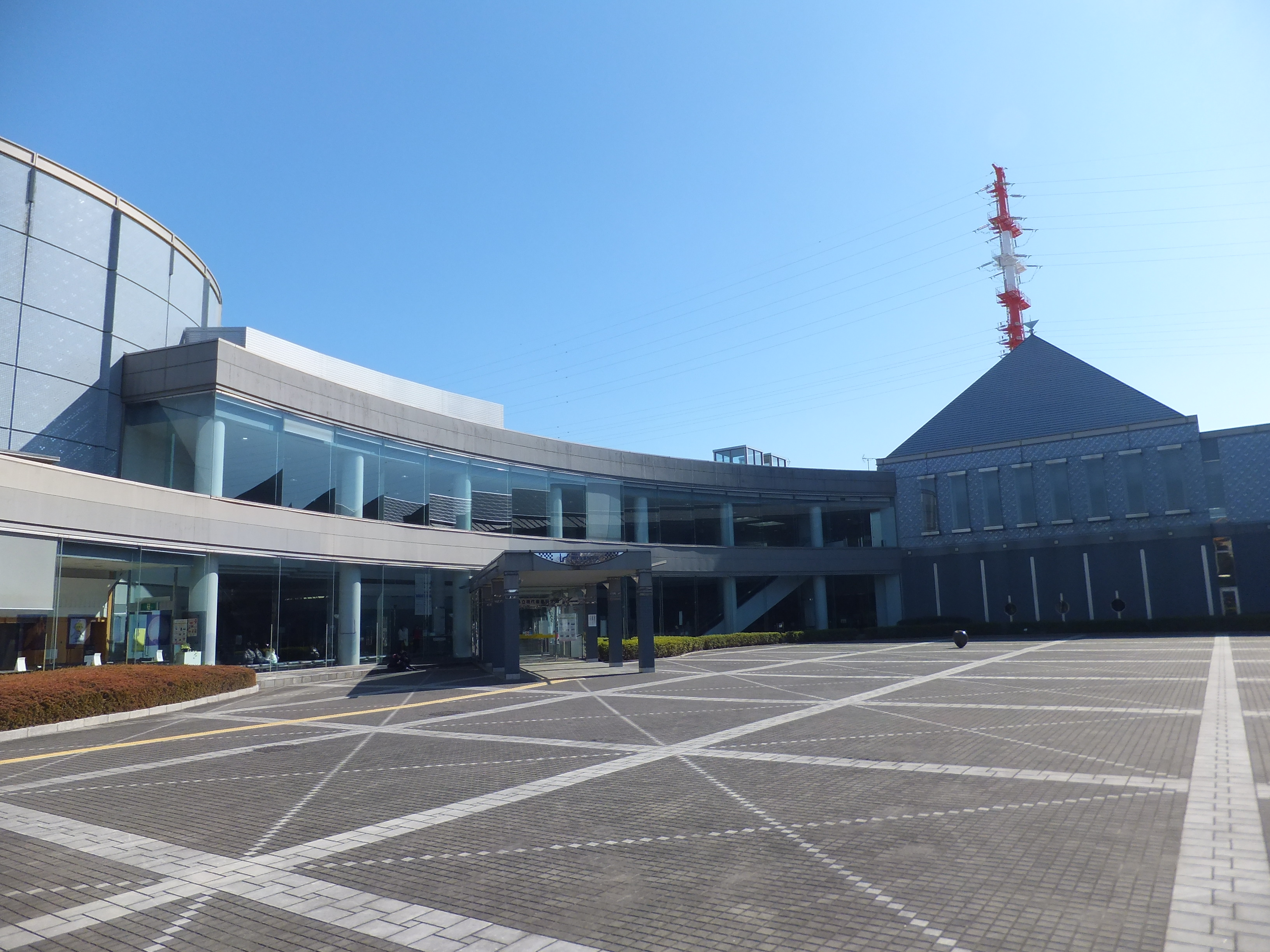
科学館入口

元々は日本毛織の中山工場の跡地であった場所に立地し、ニッケコルトンプラザなど多くの施設がまとまった一つの区域にある。館の展示や運営には千葉県ゆかりの大学、企業、財団法人など約60の組織が会員として協力しており、最先端の産業とそれに係わるものを展示や実験を通して知ることができる。これらに関する書籍や月刊誌を揃えており、閲覧も行える。また、研究員による非売品の『現代産業科学館研究報告』を毎年作成している。
千葉県内各地域での産業技術の歴史的経緯・役割がわかる資料集を作成し、科学技術に関する興味・関心、地域の産業に関する理解に結び付けることを目的として『伝えたい千葉の産業技術100選』を順次選定している。

## 施設

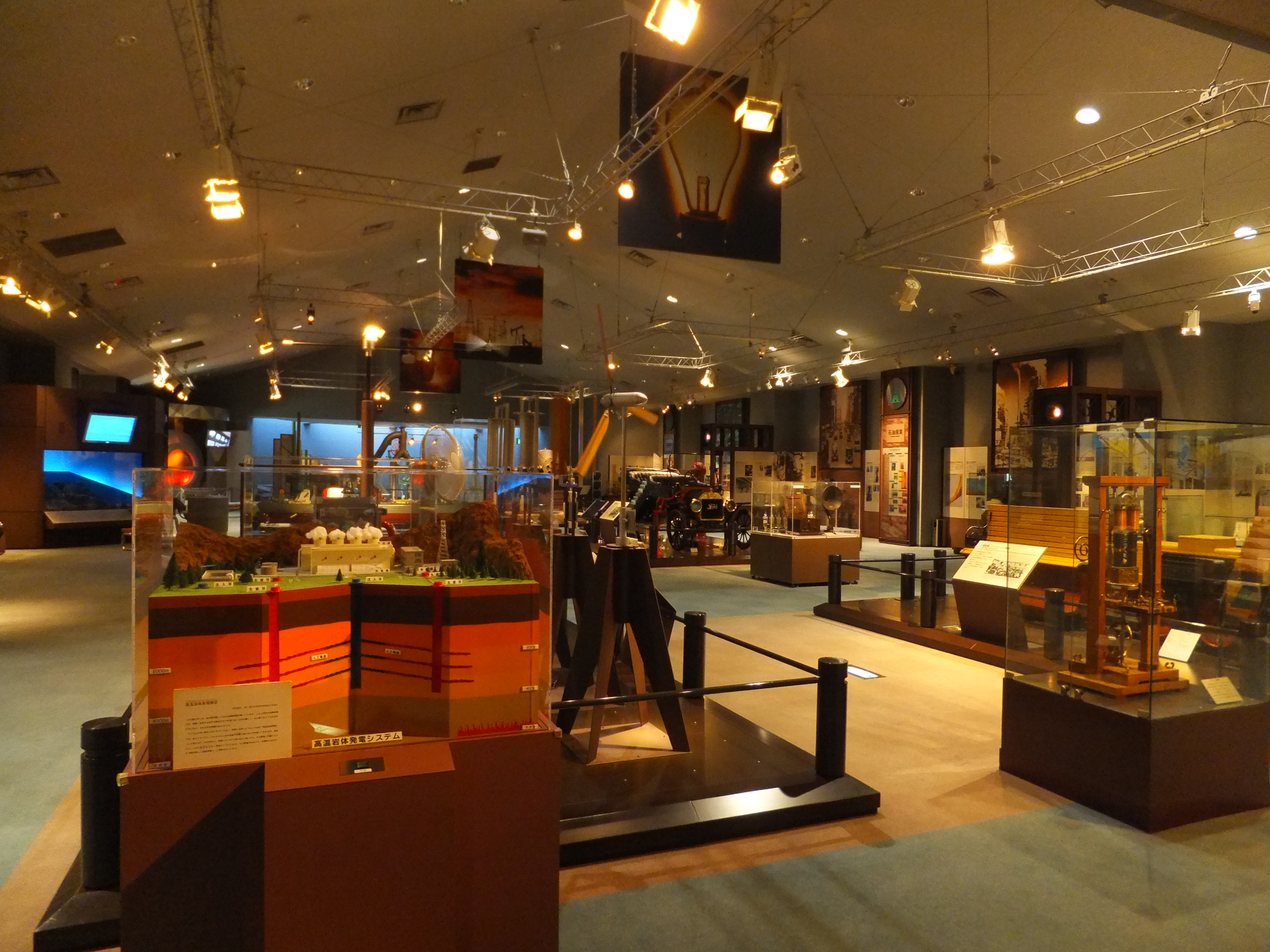
現代産業の歴史 展示場

- 実験シアター - 液体窒素による植物などの瞬間凍結、超伝導実験による物の浮揚
- 実験カウンター - 高分子吸収体や形状記憶合金などによる実験
- サイエンスステージ - 不思議な科学実験
- 館内のコーナー
  - 現代産業の歴史
  - 先端技術への招待
  - 創造の広場
  - 科学情報コーナー（パソコンにより電力、石油、鉄鋼などの産業や先端技術に関する資料の検索）
  - 図書室

## 歴史

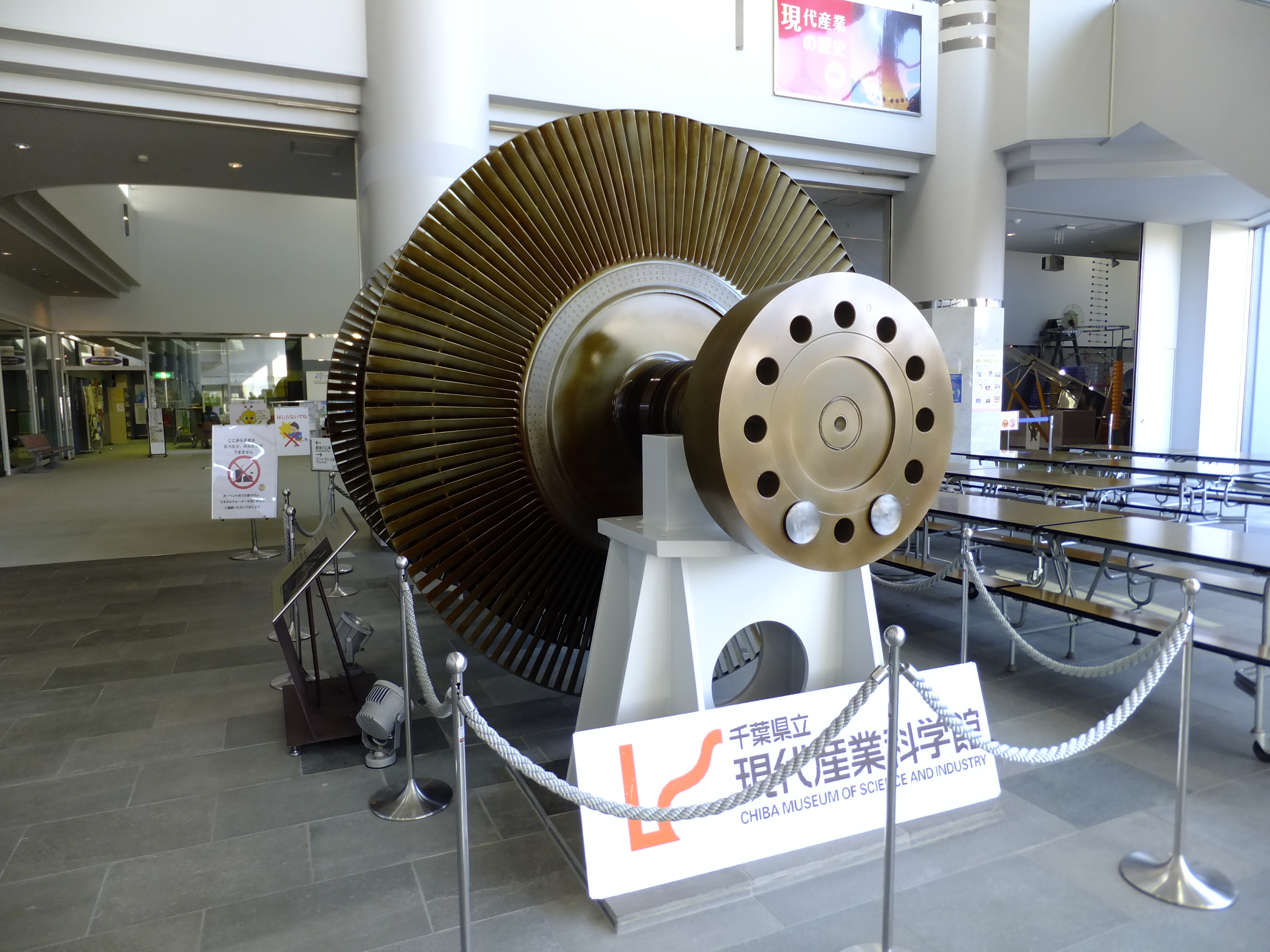
千葉火力発電所3号タービン低圧ローター

- 1994年（平成6年）6月15日 - 開館[1]
- 2008年（平成20年）8月26日 - 入館者400万人を達成[5]
- 2009年（平成21年）8月4日 - 23日開館15周年記念企画展

## 開館時間・休館日
- 開館時間：9:00 - 16:30（入館は16:00まで）
- 休館日：月曜日（祝日または振替休日の場合は開館し翌日休館）
  - 年末年始：12月28日 - 1月4日

## アクセス
- 鉄道
  - 鬼越駅（京成電鉄本線）徒歩約13分。
  - 本八幡駅（JR総武線・都営地下鉄新宿線）・京成八幡駅（京成電鉄本線）より徒歩約15 - 20分、または本八幡駅北口からニッケコルトンプラザ行無料バス（京成バスシステムが運行）。
  - 下総中山駅（JR総武線）より徒歩約15分。
- バス
  - 市川市コミュニティバス （現代産業科学館・メディアパーク下車）
- 自動車
  - 京葉市川インターチェンジ（京葉道路）より約5分。
  - 国道14号沿い。
  - 駐車場：普通車80台、大型バス8台分、1時間30分まで無料。

## 周辺
- ニッケコルトンプラザ
- メディアパーク
- 鬼高遺跡公園
- 市川市文学ミュージアム